# Camila Naviliat
Camila Naviliat (Mercedes, 13 de diciembre de 1994)  es una deportista, estudiante y pelotari uruguaya.

## Biografía
Hija de Mariela Bentancour y Herman Navilitat, tiene un hermano de nombre Facundo. Realizó sus estudios en la Escuela 24 de Mercedes y en el Institutuo José María Campos. 
Comenzó jugando en Centro Pelotaris Mercedes y el Club Sandú Chico, fue su entrenador Alejandro Péndola. En 2013 viajó a estudiar economía a Montevideo y comenzó a jugar en la Selección Uruguaya de Pelota. Se desempeña en el deporte de paleta española modalidad pelota de goma (trinquete). Compitió en el Mundial de Pamplona, Chile y el Mundial de Gualeguay en 2009.
Comipitió por pelota vasca en los Juegos Panamericanos de 2019 en Perú. Obtuvo la medalla de plata, junto a Jimena Miranda.
Desde 2019 vive en Venado Tuerto en Argentina.

## Galardones
El Comité Olímpico Uruguayo la eligió la mejor deportista en 2013.
Participó en los Juegos Panamericanos de Lima 2019 donde ganó:
 Medalla de plata: Pelotari.